# Die beiden Nachtwandler
Die beiden Nachtwandler oder Das Notwendige und das Überflüssige ist eine Posse mit Gesang in zwei Akten von Johann Nestroy. Das Stück entstand 1836 und wurde am 6. Mai desselben Jahres als Benefizvorstellung für Nestroy erstmals aufgeführt.

## Inhalt
Der im Gasthof abgestiegene Lord Howart, im Begriff zu seiner Verlobten Malvina zu reisen, wird in der Nacht von fünf Gaunern überfallen, die ihn berauben wollen. Der nachtwandelnde Faden erschreckt sie so sehr, dass sie fliehen und von den alarmierten Wächtern eingefangen werden. Lord Wathfield kommt in diesem Moment mit Malvina dazu, Howart will seinen Retter Faden glücklich machen, Wathfield bezweifelt, dass dies mit Geld allein möglich wäre. Sie wetten, dass Howart erst dann Malvina heiraten dürfe, bis Faden restlos glücklich ist. Der ist inzwischen noch immer nachtwandelnd bei Pumpf eingestiegen und wird verdächtigt, dessen Schwester Hannerl belästigt zu haben. Auch Babette verdächtigt ihn des Treuebruches und Strick kündigt ihm empört seinen Dienst auf. Er kann sein Misstrauen schlüssig erklären:
„Ich glaube von allen Menschen das Schlechteste, selbst von mir, und ich habe mich noch selten getäuscht.“ (Erster Akt, sechzehnte Szene)
Howart und Wathfield erzählen Faden, sie seien höhere mächtige Wesen, die beabsichtigen, ihn glücklich zu machen, warnen jedoch, jemals etwas Überflüssiges zu fordern. Der erste Wunsch nach einem besseren Quartier und etwas Geld ist noch sehr bescheiden und wird sofort erfüllt. Faden zieht in Howarts Gärtnerhaus, wo er Brauchengelds Tochter Emilie sieht und sich sofort verliebt. Brauchengeld fordert 10.000 Gulden für ihre Hand, Faden verlangt sie von Howart als unbedingt notwendig und erhält sie auch. Sofort ist Emilie bereit, sich zu verloben, auch Strick kehrt in der Hoffnung auf bessere Zeiten zurück.
„Ich hab'die Not mit Ihnen geteilt, es ist jetzt meine heiligste Pflicht, auch in die guten Tag Sie nicht zu verlassen.“ (Erster Akt, siebenundzwanzigste Szene)
Bald werden Fadens Wünsche immer größer, denn Emilie ist mit dem Gärtnerhaus nicht zufrieden und will in Howarts Palast übersiedeln. Verärgert gibt Howart auf Drängen Wathfields nach, da es sich ja um etwas für Fadens Glück notwendiges handle. Als Faden aber verlangt, Wathfield möge seinen Haarzopf abschneiden, weil dieser ihn geniere, ist das ein überflüssiger Wunsch und die ganze Gesellschaft wird aus dem Schloss verjagt. Malvina verzeiht Howart die unüberlegte Wette.
Boshaft kommentieren die Bewohner des Ortes den Hinauswurf der beiden, nur ihre ehemaligen Geliebten Hannerl und Babette haben Mitleid. Da sehen sie Faden und Strick nachtwandeln und nun klären sich die Missverständnisse endgültig auf. Howart überlässt Faden das Gärtnerhaus und ein kleines Betriebskapital, Strick resümiert:
Hannerl, ich hab' dir Unrecht getan, zum Lohn will ich jetzt deine ganze Erbschaft mit dir teilen. (Zweiter Akt, achtundzwanzigste Szene)

## Werksgeschichte
Das natürliche Zauberspiel mit Gesang in zwei Aufzügen Maler Klex oder das Notwendige und das Nützliche von Josef Alois Gleich wurde am 14. Dezember 1819 am Leopoldstädter Theater uraufgeführt, als Benefizvorstellung für den damals berühmten Komiker Ignaz Schuster. Gleich bearbeitete und dramatisierte Adrien Comte de Sarrazins Märchen Le Nécessaire et le Superflu auf Wiener Verhältnisse um. Die gleiche Geschichte behandelt das deutsche Märchen Vom Fischer und seiner Frau der Brüder Grimm von 1812, das auf eine weitaus ältere mündliche Überlieferung in Plattdeutsch zurückgeht. Das Thema wurde auch von Ignaz Franz Castelli in seinem einaktigen Singspiel Aladin oder Das Notwendige behandelt. Nestroy verwendete Gleichs Stück als Grundlage für seine Posse und schuf ein märchenhaftes „Zauberstück“, das dennoch ganz ohne wirkliche Zaubereien auskommt. Das Auftrittslied Stricks war das erste in einer Reihe von Nestroyschen Berufscouplets mit darauf folgendem Monolog.
Johann Nestroy spielte den Seilergesellen Fabian Strick, Wenzel Scholz seinen Meister Sebastian Faden, Friedrich Hopp den Bandelkramer Pumpf, Ignaz Stahl den Herrn von Brauchengeld, Eleonore Condorussi die Tochter Emilie, Nestroys Lebensgefährtin Marie Weiler das Stubenmädchen Theres.
Das Originalmanuskript Nestroys ist verloren gegangen, in seinem Nachlass wurde lediglich ein Titelblatt mit einem Personenverzeichnis aufgefunden. Die Originalpartitur von Adolf Müller ist erhalten geblieben.

## Zeitgenössische Kritik
Die Kritik in den Wiener Zeitungen war durchaus positiv, wenn auch mancher Rezensent durch die realistische anstatt symbolische Auffassung des „Zauberspieles“ irritiert war.
Die nestroyfreundliche Wiener Theaterzeitung von Adolf Bäuerle vermerkte am 9. Mai 1836:
„Wenn wir unsere Meinung über Ideen, Anlage und Ausführung ganz unumwunden aussprachen, so müssen wir auch auf der anderen Seite ebenso offen gestehen, daß der Verfasser das Stück dafür mit recht viel witzigen Einfällen, mit einer Fülle voll Drolerien und drastischen Schlagspäßen ausstattete.“
Der Nestroy nicht immer gut gesinnte Sammler schrieb am 12. Mai:
„Wer in diesem Stück Gediegenheit sucht – denn auch eine Posse kann gediegen sein – der möge fernbleiben, wer aber sein Zwerchfell ein paar Stunden unablässig erschüttert und alle Lachmuskeln in Bewegung gebracht wissen will, der gehe hin und wird sich befriedigt finden. […] Die Aufführung von seiten der beiden Komiker [Nestroy und Scholz] war perfekt.“
Die Wiener Zeitschrift für Kunst, Literatur, Theater und Mode war in ihrer Kritik vom 14. Mai kritischer:
„[…] dennoch mag man es uns zu gute halten, wenn wir das in Rede stehende Stück für ein zwar recht lustiges und wohl auch amüsantes, aber nicht für ein gelungenes erklären.“

## Spätere Interpretationen
Otto Rommel stellt fest, dass dieses Werk ein gutes Beispiel dafür sei, wie sehr die früheren Besserungsstücke Nestroys noch mit den Zauberpossen verbunden waren. Sein Resümee: „Die Kritik fand die rationalistische Umsetzung der Zauberwelt ins Natürliche äußerst gelungen, wir sehnen uns fast nach den echten Geistern.“ (Zitat)
Von Helmut Ahrens wird angemerkt, der Inhalt dieser Posse dürfe als „Volkslegende im besten Sinne gewertet werden“ (Zitat). Die Nähe zu dem plattdeutschen Volksmärchen Von den Fischer und siine Fru wäre frappant. Das Nestroysche daran sei, dass er darin neuerlich seine Überzeugung darlegt, der Mensch sei nicht eigentlich wandelbar, weil er dem Gefühl glücklicher Zufriedenheit immer die eigene Gier entgegenstelle.
Bei Franz H. Mautner ist zu lesen, dass trotz der possenhaften Elemente dieses Werk wohl Nestroys zartestes Stück und trotz der Abwesenheit jeder Zauberei ein echt märchenhaftes Zauberspiel sei. Stricks Auftrittslied war das erste der später so berühmten Nestroyschen „Berufs-Couplets“ mit anschließendem Monolog.
Karl Kraus schätzte das Stück sehr und las es in seiner eigenen Bearbeitung oft vor, wobei er durch Zusammenfassung der Schlussszenen (II, 21–28) zu einem Gespräch zwischen Wathfield, Howart und Malvina ersetzte und damit die Wirkung von Fadens vorhergegangener Forderung nach dem Überflüssigen verstärkte.

## Text
- Kompletter Text in nestroy.at/nestroy-stuecke/31_nachtw